# ポストクロッシング
ポストクロッシング (Postcrossing)はオンラインプロジェクトの一種で、世界中にいる会員同士が実際のハガキ（通常は絵はがき）を送りあうことを楽しむもの。会員を「ポストクロッサー (Postcrossers)」と呼び、他の会員にはがきを郵送すると、別のポストクロッサーからハガキが郵送されてくる。送る相手も送られてくる相手も、全てコンピュータで無作為に抽出される。すなわち、思いもしない国からはがきが届くのをサプライズとして楽しむプロジェクトと言える。観光地や絵画等の絵はがきが好きな人はもちろん、はがきに貼られてくる切手や消印を楽しむ切手愛好家も多い。

## 概要
ポストクロッシングという言葉は "postcard"（はがき）と"crossing"（交わること）を組み合わせたもので、ブッククロッシングのサイトに着想を得たものである。会員は別のポストクロッサーにはがきを送り、また別にランダムなポストクロッサーからはがきを受け取る。プロジェクト参加に当たって参加費用はかからず、住所（はがきの宛先）を明かせ、インターネット・電子メールを利用できる人なら誰でも参加できる。しかし、はがきや郵送の費用は各自が負担する必要がある。
2024年1月時点で、209カ国、80万人以上の会員が登録されている。会員が最も多いのはロシアで、台湾、アメリカ、中国となっている。

## 仕組み
基本的な仕組みとして、会員がはがきを1枚誰かに送ったら、少なくとも1枚は別のランダムなポストクロッサーからはがきを受け取れる。
はがきを受け取るためには、まず会員登録をし、システムによってランダムに選ばれた会員宛にはがきを送ることが必要となる。ウェブサイトでは、ランダムに選ばれた送り先の住所とはがきID（例えば、US-786）が表示される（同時に電子メールでも控えが送られてくる）。はがきIDは、ポストクロッシングでやり取りされるはがきの1枚1枚に与えられる個別の番号である。会員ははがきにそのIDを書き込み、指定された宛先に郵送する。受け取ったポストクロッサーははがきに書かれているIDをサイトに登録する。この時点で最初にはがきを送った会員は、また別の誰かからハガキを受け取れる資格を得る。どこからはがきが届くかを楽しみに待つことになる。
会員になると、まず一度に5枚までのはがき（5ヶ所の住所）を送ることができる。その後、1枚が届いたという登録がサイト上でなされる度に新たにはがきを1枚送ることができる。送った枚数が増えるにしたがって、一度に送ることができる枚数の上限も増える。
ポストクロッシングでは、同じ2人の会員同士の間でのはがきのやりとりを1回だけに制限している。但し、送信・受信の双方向について併せて１度限りなのか、それともそれぞれ１度の仕様であるかは公式では未発表である。通常設定では海外、つまり居住国とは別の国とのはがきのやりとりに限定されているが、設定を変更すれば居住国を同一とする国の人とはがきをやりとりすることも可能である。
また同じく設定によっては、ランダムに選ばれた現在送達中（Travelling中）の国とは、なるだけ別の国の住所を選ぶように設定する事も可能であるが、実際にはポストクロッサー人口の偏在や各国の郵便事情の差異から、この機能の確実性は保証されていない。
郵送したはがきが郵便事故・盗難等で受取人に届かないケースもしばしば見受けられる。また、届いたはがきのIDが判読不可な場合や、忘れたなどの事由で未記入の場合も稀にある。さらに、はがきが届いたころには、その受取人が既に会員活動を中止したり、ポストクロッシングのこと自体を忘れてしまっている場合もある。このプロジェクトではそういった事態を考慮し、各会員のはがき受取数・送付数が平均化されるようなシステムを導入している。

## 歴史
このプロジェクトはPaulo Magalhãesにより考案され、2005年7月14日にウェブサイトを立ち上げた。もともと郵便、特にはがきを受け取るのが好きだったというのが動機だという。Magalhãesは「世界中の、中には名前を聞いたこともないような場所からはがきを受け取るというサプライズは、そこにある何の変哲もない郵便受けをびっくり箱に変える。」と述べている。
彼は当初このプロジェクトを趣味として開始したが、思いもしなかった大反響を得ることになった。当時は自宅の古いパソコンで取り組んでいたが、それでは容量や性能の面で不十分だということにまもなく気づくこととなる。プロジェクトは発祥地であるポルトガルの国境を越えて、口コミで人気が広がっていった。
それと共にメディアからも注目されるようになっていった。2008年4月11日に通算100万枚のはがきのやりとりを達成し、さらに急速に成長していった。2009年2月26日には200万枚を達成。200万枚目はドイツからノルウェーへのはがきだった。2009年9月24日に300万枚を達成（フィンランドからスロベニアへのはがき）。2010年3月28日には400万枚を達成した（チェコからオランダへのはがき）。
Postcrossing.com は2010年7月14日に5周年を祝って、会員の写真コンテストを開催した。その後間もなく、2010年8月24日に500万枚を達成。500万枚目はイタリアの会員がマン島からタイに送ったはがきだった。